# Besse-et-Saint-Anastaise
Besse-et-Saint-Anastaise é uma comuna francesa na região administrativa de Auvérnia-Ródano-Alpes, no departamento Puy-de-Dôme. Estende-se por uma área de 71,96 km². Em 2010 a comuna tinha 1 569 habitantes (densidade: 21,8 hab./km²).